# 迷因
（发音：/miːm/），又译媒因、覓母、米姆、瀰、文化基因等。目前比较公认的定义是通过模仿在人与人之间传播的思想、行为或风格，通常是为了传达模因所代表的特定现象、主题或意义。這個詞是在1976年，由理查·道金斯在《自私的基因》一書中所创造，將文化傳承的過程，类比成做生物學中的演化繁殖規則（有共同先祖、隨著環境改變進化、優勝劣汰等等）。
模因是承载文化思想、符号或实践的一个包含甚廣的单位，可以通过包括但不限于宗教、謠言、演讲、手势、新聞、知識、觀念、習慣、習俗甚至口號、諺語、用語、写作、用字、網路爆紅事物等仪式或其他具有模仿主题的可模仿现象从一个头脑传递到另一个头脑，近似于学习。这个概念的支持者认为模因是基因的文化类比物，因为模因可以自我复制、变异并对选择压力做出反应。
也有提倡者认为，模因是一种病毒现象，它可能通过自然选择以类似于生物进化的方式进化。模因通过变异、突变、竞争和遗传的过程来实现这一点，每一个过程都会影响到模因的繁殖力成功。模因通过它们在宿主中产生的行为传播。繁殖较少的模因可能会灭绝，而其他的可能会存活、传播，并(无论好坏)突变。复制最有效的模因会获得更大的成功，有些模因甚至会在对宿主不利的情况下复制得更有效。

## 概說

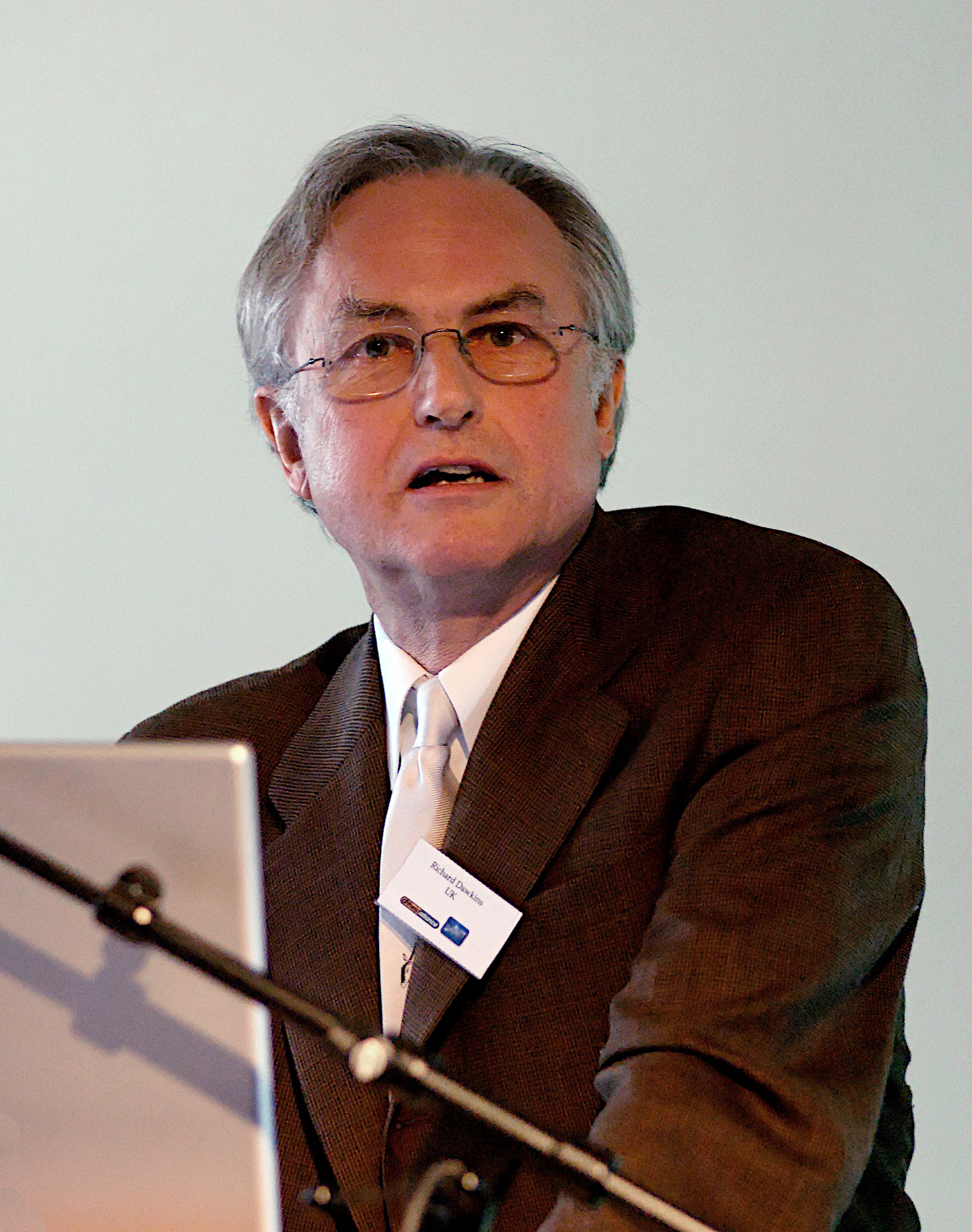
理查·道金斯在《自私的基因》一書中创造模因一詞

模因類似作為遺傳因子的基因，為文化的遺傳因子，也經由複製（模仿）、變異與環境選擇的過程而演化。舉例而言，某個人類大腦中的觀念（模因），經由模仿或是學習複製到不同人的大腦中。而經過複製的觀念並不會與原來觀念完全相同，因此產生變異。這些相似但是有所不同的觀念，則在散佈時互相競爭，不同的內容影響其散播能力，因此出現類似天擇的現象。
道金斯最初創造模因一詞，是為了在基因之外，延伸演化的概念。這個概念後來被心理學與社會學等學門應用，被一些學者用來描述文化傳遞的機制。目前模因的概念並沒有廣為接受的定論，對於模因的定義或適用的物種，以及是否足以解釋文化變遷過程，都有所爭論。
一般對文化的了解是文化如何被人相信，但模因學則認為文化如何吸納信徒。模因學指出多人相信的東西只代表是強的迷因，與真假並沒有絕對關係。

## 生殖性
不同於基因只能在基因體內複製或是由父母遺傳至子女，模因透過宗教、手势、知識等在人腦間傳播。其中父母傳播給子女時，因為孩童吸收能力強、信任父母、且大部分時間皆接觸父母，所以傳播的資訊完整度較佳，但速度受限於生育的速度。

## 存續性
是指令人信奉的能力或稱說服能力，只有散播是不足夠的，模因存在於信徒的信奉，模因必有一定的說服能力，能保有模因不被其他模因逼走和增加新的信徒。

## 散播性
是指散播的傾向，即是模因令信徒向他人散播能力。這跟模因內容的「重要性」和傳播所得利益有關。

## 延伸閱讀
- 布拉克摩爾（Susan Blackmore），《模因：文化基因？》，出自《科學人》。繁體中文版，2005年11月，第45期：78-87頁。
- 埃利亞斯．阿布賈烏德（Elias Aboujaoude），《人格，無法離線－請問網路人格如何入侵您的真實人生？》。繁體中文版，2012年10月初版一刷，64-65頁，財信出版有限公司。